# Raimundo Chela
Raimundo Chela (Carúpano, estado Sucre, Venezuela, 17 de noviembre de 1919-Caracas, 3 de julio de 1984) fue un matemático venezolano fundador de la Facultad de Ciencias de la Universidad Central de Venezuela.

## Biografía
Hijo de Julián  Chela y de Emilia Abudib y graduado en el Instituto Pedagógico de Caracas de profesor de matemáticas en 1940, trabajó allí como docente ininterrumpidamente durante 16 años entre 1942 hasta 1958, así como en la Universidad Central de Venezuela donde fundó la Facultad de Ciencias en 1959 y tuvo a su cargo la cátedra de matemáticas.
En 1961 fue el primer becado del Consejo de Desarrollo Científico y Humanístico de la Universidad Central de Venezuela para realizar estudios de postgrado en la Universidad de Londres , donde obtuvo su título de doctor en matemáticas en 1963. Fue miembro fundador del Colegio de Profesores de Venezuela, donde ocupó la presidencia de dicha organización en dos oportunidades, entre 1952 hasta 1953 y entre 1963 hasta 1965. También fue miembro correspondiente de la Academia de Ciencias Físicas, Matemáticas y Naturales.
Por su dilatada actuación en la cátedra,  formó varias generaciones de estudiantes en su especialidad y fue considerado como uno de los más destacados matemáticos de Latinoamérica. En 1979, fue galardonado con el Premio Nacional de Ciencias.

## Obras
- Curso de  álgebra. Caracas: Instituto Pedagógico, 1957. 2 v.;
- Galvis groups of polynomials. London: King's College University of London, 1961;
- Matemática  y lógica. Caracas: Fondo Editorial Acta Científica Venezolana, 1986.